# Arte (obra de teatro)

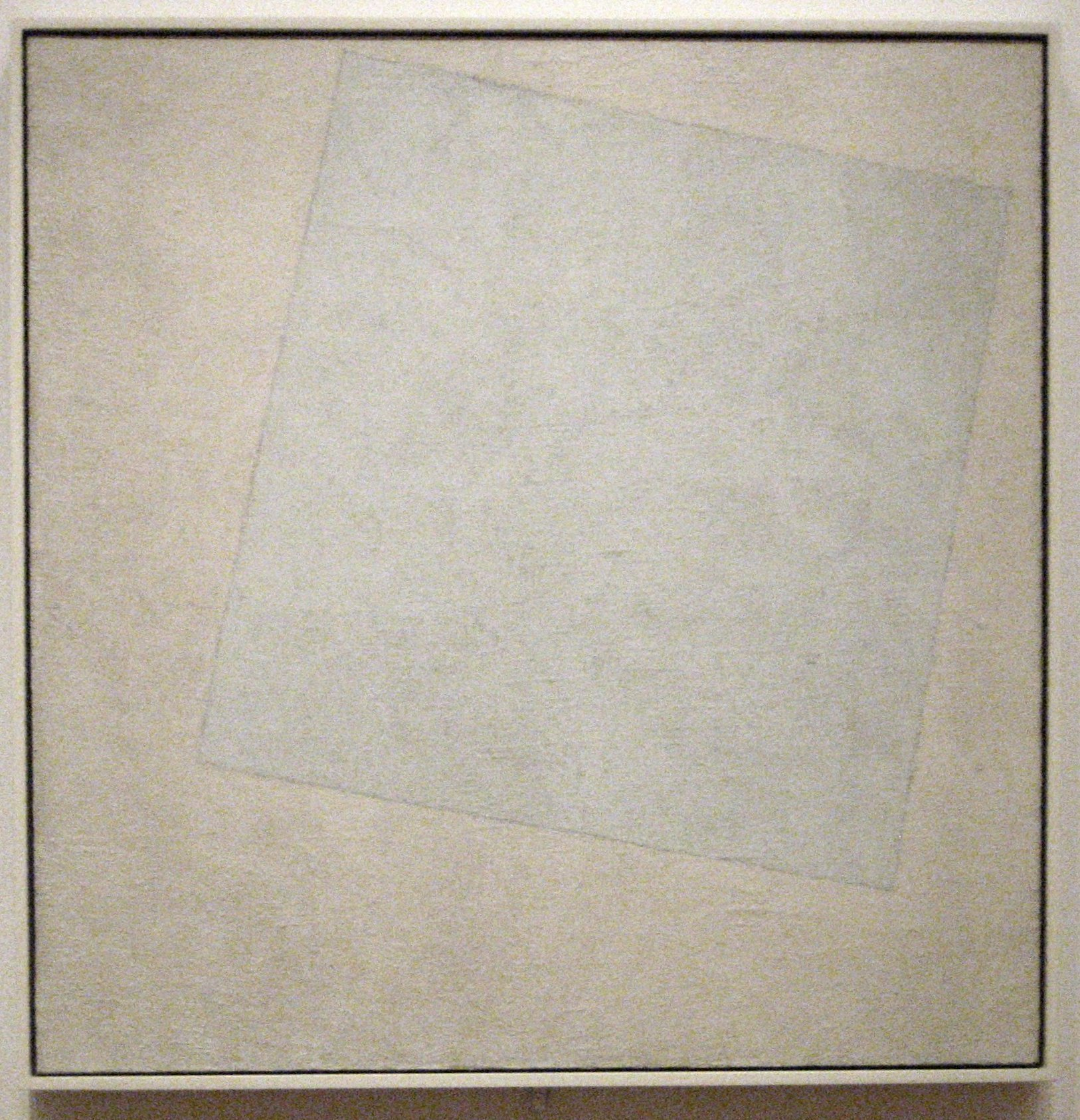
Carré blanc sur fond blanc, de Kazimir Malevich (1918)

Arte es una obra de teatro de la dramaturga francesa Yasmina Reza, estrenada en 1994.

## Argumento
Ambientada en París, a finales de la década de 1980, Serge, un apasionado del arte moderno, adquiere por una cifra astronómica un extraño cuadro del maestro Antrios, consistente en una mera tela blanca. Sus amigos Yvan y Marc intentan hacerle comprender que sobre la tela no hay nada, pero Serge se obstina en percibir una obra maestra del arte abstracto, con líneas que cambian (las tramas de la tela). La discusión sobre el significado del arte pondrá en peligro la propia amistad entre los tres, que terminan dibujando sobre la tela. Finalmente la vuelven a limpiar, que quedará expuesta con orgullo en casa de Serge.

## Representaciones destacadas
- Teatro de los Campos Elíseos, París, 28 de octubre de 1994. Estreno mundial.
  - Dirección: Patrice Kerbrat
  - Producción: Sean Connery.
  - Intérpretes: Pierre Vaneck (Marc), Fabrice Luchini (Serge), Pierre Arditi (Yvan).

- Wyndham's Theatre, Londres, 1996.
  - Traducción: Christopher Hampton
  - Intérpretes: Albert Finney, Tom Courtenay, Ken Stott.[2] La representación se mantuvo ocho años en cartel, con sucesivos camnbios en el elenco, entre otros, David Haig, Anton Lesser y Mark Williams en 1997 o Patrick Duffy, Paul Freeman y Richard Thomas en 2000.[3]

- Royale Theatre, Nueva York, 1998.[4]
  - Dirección: Matthew Warchus.
  - Intérpretes: Alan Alda (Marc), Victor Garber (Serge), Alfred Molina (Yvan).

- Buenos Aires, 1997.
  - Traducción: Gonzalo Garcés.
  - Intérpretes: Ricardo Darín, Oscar Martínez  y Germán Palacios.

- Gira francesa, 1998.
  - Intérpretes: Pierre Vaneck (Marc), Jean-Louis Trintignant (Serge), Jean Rochefort (Yvan).

- Teatro Marquina, Madrid, 1998.
  - Intérpretes: Carlos Hipólito, Josep Maria Flotats, Josep Maria Pou.

- Teatro Alcázar Madrid, 2009.
  - Intérpretes: Luis Merlo, Iñaki Miramón y Álex O'Dogherty,

- Teatro Marquina, Madrid, 2010.
  - Intérpretes: Enrique San Francisco (Marcos), Javier Martín (Sergio), Vicente Romero (Iván).

- Teatro Eliseo, Roma, 2011.
  - Traducción: Alessandra Serra.
  - Dirección: Giampiero Solari.
  - Intérpretes: Alessio Boni (Marc), Gigio Alberti (Serge), Alessandro Haber (Yvan).

- Teatro Pavón, Madrid, 2017.
  - Dirección: Miguel del Arco.
  - Intérpretes: Roberto Enríquez, Cristóbal Suárez, Jorge Usón.

- Teatro Libre, Bogotá, 2023.
  - Dirección: Manuel Orjuela.
  - Intérpretes: Emmanuel Esparza (Marcos), Diego Trujillo (Sergio), John Alex Toro (Iván).